# Charles-Thomas de Lorraine-Vaudémont
Charles-Thomas de Lorraine-Vaudémont (7 mars 1670 – 12 mai 1704), prince de Vaudémont, chevalier de l'ordre de la Toison d'or, est un membre de la maison de Lorraine.

## Biographie
Charles-Thomas de Lorraine est le fils de Charles-Henri de Lorraine et d'Anne-Élisabeth de Lorraine-Elbeuf. Charles-Henri, fils légitimé de Charles IV, est comte, puis prince de Vaudémont. Il sert dans les armées de l'Empire romain germanique, avant de devenir gouverneur du duché de Milan pour le compte du roi d'Espagne.
Les duchés de Lorraine et de Bar étant occupés par la France, Charles-Thomas se met au service de la Maison de Habsbourg, comme son père, son grand-père et son cousin le duc titulaire Charles V de Lorraine. 
Si la Lorraine et le Barrois retrouvent leur indépendance et leur duc légitime Léopold Ier de Lorraine, fils de Charles V, par le traité de Ryswick en 1697, les duchés n'en sont pas moins occupés pacifiquement par la France lors de la guerre de Succession d'Espagne. 
Charles-Thomas de Vaudémont combat pour l'empereur en Italie sous les ordres du prince Eugène de Savoie. En 1702, à la bataille de Crémone, il est chargé de conduire les renforts. La même année, il est blessé à la bataille de Luzzara, tandis que son cousin Charles-François de Lorraine, prince de Commercy, est tué. 
Élevé au grade de Feldmarshall en février 1704, il est blessé en mai lors d'une bataille mineure près d'Ostiglia, et meurt quatre jours plus tard, sans alliance ni postérité.